# Tartiflette

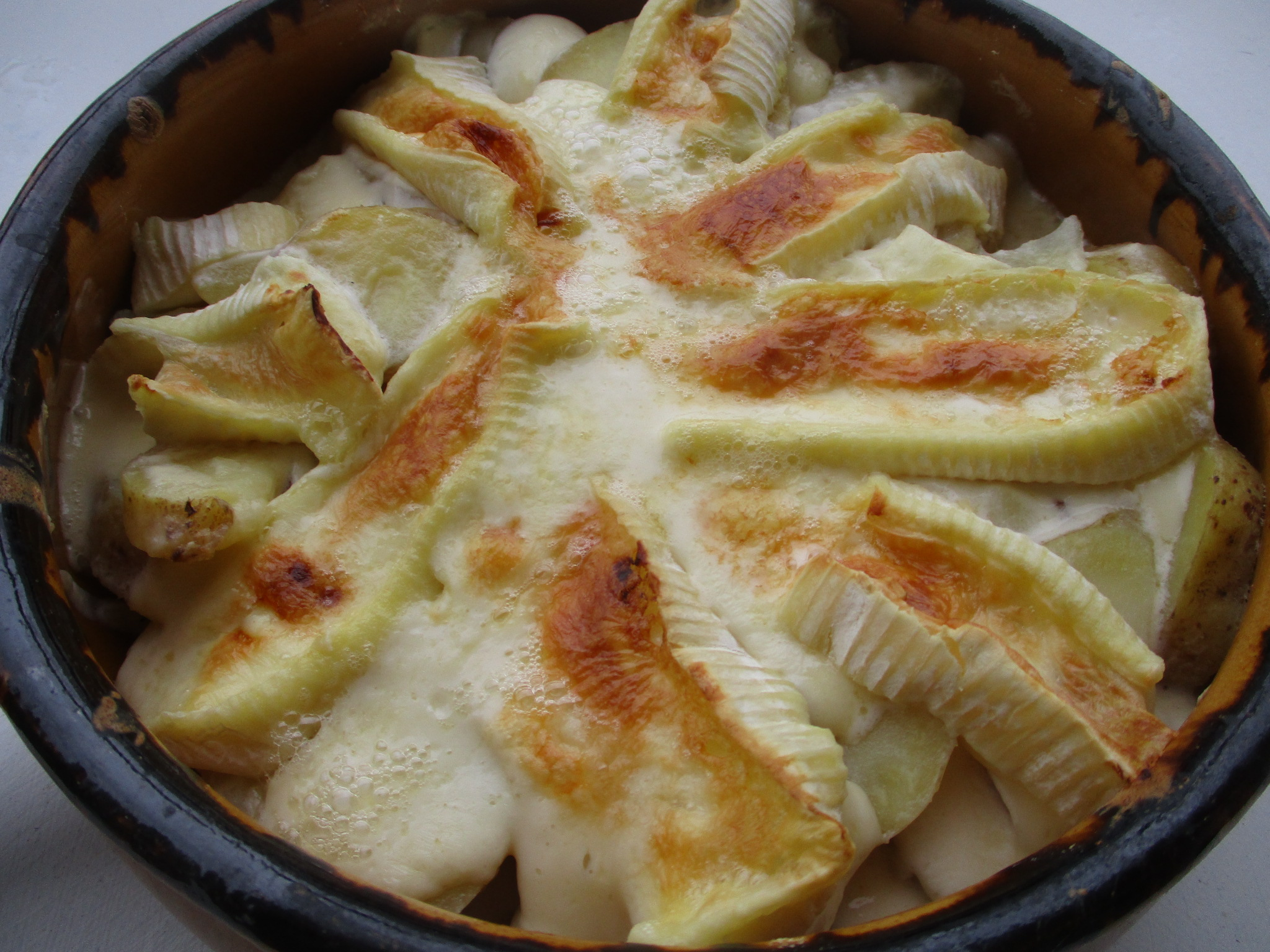
Kenmerkend voor tartiflette is de gegratineerde reblochon erbovenop.

Tartiflette is een ovenschotel uit de Savoie in de Franse Alpen en het Italiaanse Aostadal. Het gerecht wordt gemaakt met aardappelen, reblochonkaas, spekjes en uien.
Tartiflette ontstond in de jaren 1970 of 1980 in de Franse Alpen, mogelijk om de verkoop van reblochon te stimuleren. Het gaat echter terug op een traditionele aardappelgratin met uien en kaas bereid in een koekenpan, genaamd péla. Tartiflette is sinds de jaren 80 snel uitgegroeid tot een klassieker in de Savoie en het Aostadal. Het is in het bijzonder populair als een hartig après-skigerecht.
Een variant is croziflette, waarbij de aardappelen worden vervangen door crozets.